# Sudetendeutsche Partei
Sudetendeutsche Partei, forkortet SdP (tjekkisk: Sudetoněmecká strana) var et politisk parti, der blev grundlagt af Konrad Henlein under navnet Sudetendeutsche Heimatfront ("Sudetertyske Hjemmefront) den 1. oktober 1933 kort efter, at Tjekkoslovakiet havde forbudt det tjekkoslovakiske naziparti Deutsche Nationalsozialistische Arbeiterpartei (DNSAP). I april 1935 blev partiet omdøbt til Sudetendeutsche Partei som følge af krav fra den tjekkoslovakiske regering og i november 1935 ændret til det officielle Sudetendeutsche und Karpatendeutsche Partei.
I takt med at Tysklands nazi-parti Nationalsozialistische Deutsche Arbeiterpartei (NSDAP) fik tiltagende magt i Tyskland, blev Sudetendeutsche Partei en væsentlig pro-Nazi bastion i Tjekkoslovakiet, hvor partiet havde som erklæret mål at opdele landet og lade Sudeterlandet optage i Det Tredje Rige. I juni 1938 havde partiet mere end 1,3 million medlemmer, svarende til 40,6% af de etniske tyskere i Tjekkoslovakiet. Ved det sidste frie valg inden Tjekkoslovakiet ved Münchenaftalen blev pålagt at afstå Sudeterlandet til Nazi-Tyskland, kommunalvalget i maj 1938, fik partiet 88 % af de etniske tyskeres stemmer, og partiet overtog således kontrollen med de fleste af kommunerne i Tjekkoslovakiets grænseland. Partiets medlemstal gjorde det til et af de på det tidspunkt største fascistiske partier i Europa.

## Baggrund
En gruppe af sudetertyskere, der levede i Kongeriget Bøhmen, arveland i det Østrig-Ungarske Monarki, etablerede i 1903 et politisk parti, Deutsche Arbeiter Partei (DAP). Partiet var inspireret af ideer om et Stortyskland og var modstander af tidens panslaviske strømninger. Partiet var således modstander af den tjekkiske nationale bevægelse, som De Unge Tjekkers Parti stod for. DAP var knyttet til byerne Eger (det tyske navn for nutidens Cheb) og Aussig (i dag Ústí nad Labem), og var arnested for den østrigske nationalsocialisme.
Ved afslutningen af 1. verdenskrig blev Østrig-Ungarn opdelt i separate nationalstater, og i de nordlige territorier blev oprettet den nye stat Tjekkoslovakiet. DAP havde allerede under krigen den 5. maj 1918 ændret navn til Deutsche Nationalsozialistische Arbeiter Partei, og efter etableringen af den tjekkoslovakiske stat krævede partiet national selvbestemmelsesret i de overvejende tyske områder Sudetenland og Tysk Böhmen og forlangte en tilknytning til den nyligt etablerede republik Tysk-Østrig. Den tjekkoslovakiske regering, der var domineret af tjekker, anså imidlertid den pan-tyske bevægelse for farlig for den tjekkoslovakiske stat, og krævede Böhmens enhed som en del af "Tjekkisk land" (České země) sammen med Mähren (Morava) og Mæhreske Schlesien. Da sejrherrerne fra 1. verdenskrig ved Saint-Germain-traktaten i september 1919 fastslog, at de tre tysk dominerede regioner skulle overgå til Tjekkoslovakiet, og at Tysk-Østrig skulle opløses, blev den tyske del af Böhmen en del af Tjekkoslovakiet. Den amerikanske præsident Woodrow Wilson havde den 8. januar 1918 i en tale til USA's kongres fremlagt en fredsplan på 14 punkter, hvori bl.a. indgik, at befolkningerne i Østrig-Ungarn skulle have "de bedste muligheder for autonom udvikling". Woodrows tanker om befolkningernes selvbestemmelse fik aftryk i Versailles-freden, der afsluttede krigen, men i modsætning til eksempelvis befolkningen i Øvre Schlesien fik befolkningen i Böhmen ikke adgang til en folkeafstemning om sit nationale tilhørsforhold, hvilket udløste forbitrelse blandt store dele at den tyske befolkning i området.
Det tjekkoslovakiske DNSAP ledet af Hans Knirsch var sammen med det konservative Deutsche Nationalpartei (DNP) de førende fortalere for "negativisme", sudetertyskernes generelle afvisning af den tjekkoslovakiske stats legitimitet. Under Knirschs efterfølger Rudolf Jung blev partiet i stigende omfang influeret af det tyske nazistparti NSDAP i den tyske Weimarrepublik. Såvel DNSAP som DNP blev i oktober 1933 forbudt af den tjekkoslovakiske regering, der anså partierne for at drive statsfjendtlig virksomhed. og partiet blev officielt opløst den 11. november 1933.

## Partiets grundlæggelse og aktiviteter
Partiet blev grundlagt Sudetendeutsche Heimatfront ("Sudetertyske Hjemmefront) den 1. oktober 1933 af Konrad Henlein og indgik senere samme år en alliance med det tjekkoslovakiske Karpatendeutsche Partei (KdP), der repræsenterede karpattyskernes interesser i landet.
På trods af den tidsmæssige nære sammenhæng mellem nazipartiets opløsning og grundlæggelsen af SdP, anså SdP sig ikke som en afløser for nazipartiet. Tværtimod tog partiets grundlægger og leder Konrad Henlein kraftigt afstand fra idéen. Henlein var fortaler for en stænderstat inspireret af den østrigske sociolog og økonom Othmar Spanns idéer om korporatisme og den korporative stat, hvilke idéer bl.a. Italiens Mussolini og Italiens fascistiske bevægelse var kraftigt inspireret af. Henlein ønskede en tilknytning til en østrigsk føderal stat fremfor tilknytning til Nazi-Tyskland. I sine tidlige taler (indtil 1937) understregede Henlein sin afstandtagen til den tyske nationalsocialisme og bekræftede sin loyalitet til den tjekkoslovakiske stat, som han dog ønskede omdannet til et kantonalt system med lokal selvbestemmelse. Da Karl Hermann Frank i 1935 blev vice-leder af partiet, begyndte SdP gradvist at nærme sig den nazistiske ideologi, og partiet blev mere radikalt. Partiet ændrede navn til Sudetendeutsche Partei (SdP) den 19. april 1935 efter pres fra den tjekkoslovakiske regering.
Ved valget til det tjekkoslovakiske parlament i 1935 opnåede SdP 1.249.534 stemmer, svarende til 15,2 %, og blev dermed det største parti i landet. Partiet fik stemmer fra 68 % af den tyske befolkning. SdP havde op til valget i hemmelighed modtaget omfattende økonomisk støtte fra det tyske udenrigsministerium. Den økonomiske støtte og indflydelsen fra Nazi-Tyskland blev løbende forøget, og efter 1935 modtog også flere grupper indenfor partiet økonomisk støtte fra Tyskland, herunder bl.a. fraktioner der støttede partiets nr. 2, vice-sekretær Karl Hermann Frank.
I november 1937 meddelte Adolf Hitler – ifølge Hossbach-protokollen – på et møde mellem lederne af Tysklands hær, marine og luftvåben, at det var hans intention at adskille Sudeterlandet fra den tjekkoslovakiske stat. SdP koordinerede officielt denne politik med nazi-ledere med henblik på at integrere de tysktalende områder i Böhmen og Mähren i Det Tredje Rige.
I takt med at Nazi-Tysklands indflydelse voksede, og i takt med Sudeterlandets voksende bevågenhed i Nazi-Tyskland, udarbejdede SdP en plan for selvstændighed i forhold til Tjekkoslovakiet. Af et dokument fundet efter krigen blandt Henleins arkiver fremgår, at SdP udviklede en plan kaldet "Grundplanung O.A.", at SdP bl.a. havde følgende mål:
"Det tjekkiske sprog må blive fuldstændigt undertrykt. Dets fuldstændige forsvinden er i den tyske interesse ... Det fuldstændige mål må være: Ophør af bevidstheden om tjekkisk nationalfølelse, bosættelse i tyskernes områder, ændring af den af den tjekkiske nation (delvist ved forflytning), således at denne kan accepteres af Tyskland".
SdP grundlagde i 1933 uofficielt den paramilitære organisation Freiwillinger Schutzdienst ("Frivillig Skyttetjeneste", også kendt som Ordnersgruppe). I maj 1937 blev tilknytningen til officiel, men allerede den 16. september 1937 blev organisationen forbudt af den tjekkoslovakiske stat. Dagen efter, den 17. september 1938, blev organisationen omdannet til et egentligt frikorps under navnet Sudetendeutsches Freikorps efter forbillede fra det tyske nazipartis frikorps Sturmabteilung.
Efter Tysklands annektering af Østrig den 12. marts 1938 (Anschluss) mødtes Henlein i hemmelighed med Hitler den 28. og 29. marts 1938 i Berlin. Henleins lederskab af partiet var løbende udfordret internt i partiet, og Henleins position var svækket som følge af, at SdP på trods af den stærke parlamentariske situation ikke havde været i stand til at indfri partiets valgløfter. Henlein havde forinden over for Hitler erklæret at ville følge ethvert tiltag fra Nazi-Tyskland, der ville bringe Sudeterlandet "hjem" til Tyskland, og Anschluss blev af Henlein og SdP entusiastisk modtaget. På møderne med Hitler, hvor bl.a. også deltog udenrigsminister Joachim von Ribbentrop og statssekretær Ernst von Weizsäcker aftaltes, at SdP skulle fremsætte en række krav til Tjekkoslovakiets regering, der ikke kunne opfyldes, og søge at destabilisere landet.
På den efterfølgende partikongres den 24. april 1938 i Karlsbad fremsatte Henlein en 8-punkts plan for autonomi for det tyske interesseområde, men tilkendegav samtidig at være loyal overfor Tjekkoslovakiet. SdP's 8-punkts plan krævede bl.a. et omfattende selvstyre i de tyske områder og frihed til at træffe beslutning om en sammenlægning med Tyskland. Den tjekkoslovakiske præsident Edvard Beneš afviste SdP's 8-punkts plan, hvilket ledte til den internationale Sudeterkrise over sommeren 1938, der den 30. september 1938 førte til indgåelsen af Münchenaftalen, hvorved Sudeterlandet blev indlemmet i Nazi-Tyskland.
SdP havde på dette tidspunkt omkring 1,35 million medlemmer.

## Efter Nazi-Tysklands annektering af Sudeterlandet
Umiddelbart efter den tyske annektering af Sudeterlandet blev Henlein den 1. oktober 1938 udnævnt til Reichskommissar i de annekterede områder, der fik navnet Reichsgau Sudetenland. Efter en sidste partikongres i Aussig blev SdP den 5. november 1938 under en festlig ceremoni i Reichenberg (Liberec) sammenlagt med det tyske nazistparti NSDAP. Flere ledende tyske nazister, herunder Reinhard Heydrich, var imidlertid skeptiske overfor medlemmerne af SdP, og medlemmerne blev derfor ikke optaget i NSDAP, men måtte i stedet søge om optagelse i NSDAP. Ca. 520.000 medlemmer blev godkendt, herunder Henlein, der også blev optaget i SS. Han blev udpeget som Gauleiter i 1939, et embede han besad indtil 1945, selvom han dog trods Hitlers støtte måtte se, at væsentlig indflydelse blev overtaget af rigsprotektor Heydrich.
I oktober 1938 havde SdP sammen med den mindre alliancepartner karpatertyskernes KdP, 52 medlemmer i det tjekkoslovakiske deputerkammeret og 26 medlemmer i senatet. Af disse blev 46 deputerede og 22 senatorers mandat annulleret den 30. oktober 1938.
Resterne af SdP i de områder, der forblev i Tjekkoslovakiet, blev omorganiseret i partiet Deutsche Volksgruppe in der Tschecho-Slowakei.